# 島根県道57号宍道インター線
島根県道57号宍道インター線（しまねけんどう57ごう しんじインターせん）は、島根県松江市を通る県道（主要地方道）である。

## 概要

### 路線データ
- 起点：島根県松江市宍道町佐々布（佐々布交差点、国道54号交点）
- 終点：島根県松江市宍道町佐々布（宍道IC入口交差点、国道9号交点）
- 総延長：2.9 km

## 歴史
- 1993年（平成5年）5月11日 - 建設省から、県道海潮宍道線の一部が宍道インター線として主要地方道に指定される[1]。

## 地理

### 通過する自治体
- 松江市

### 交差する道路
| 交差する道路                | 交差する場所 | 交差する場所            |
| --------------------------- | ------------ | ----------------------- |
| 国道54号                    | 宍道町佐々布 | 佐々布交差点 / 起点     |
| E9 山陰自動車道             | 宍道町佐々布 | 28 宍道IC               |
| 島根県道335号出雲空港宍道線 | 宍道町佐々布 |                         |
| 国道9号                     | 宍道町佐々布 | 宍道IC入口交差点 / 終点 |

### 交差する鉄道
- 山陰本線

### 沿線
- 松江市立宍道小学校（起点付近）